# Niederneuching
Niederneuching ist ein Gemeindeteil der Gemeinde Neuching im oberbayerischen Landkreis Erding.

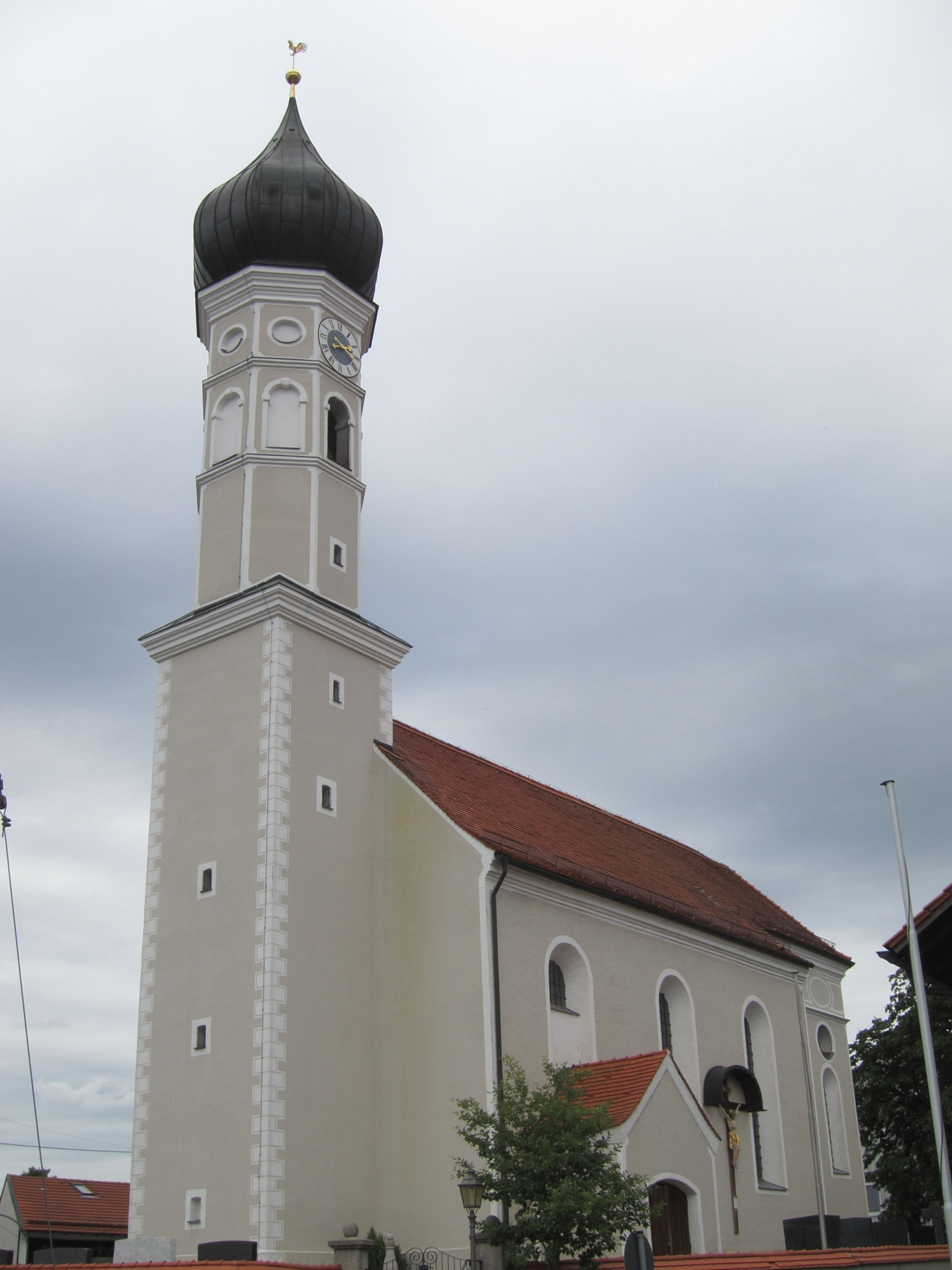
Kirche in Niederneuching

## Geschichte
Der Siedlungsname ist 771 (Kopie des 11. Jh.) als Niuhinga, 782 (Kopie von 824) als Niuuihingas, 940 als Niuhinga, 1100 als Niuchingan, …1452 als Oberneuching … bezeugt.
Es ist der Personenname *Niwicho zu erschließen, der durch das Zugehörigkeitssuffix -ing abgeleitet ist. Neuching gehörte zum Rentamt München und zum Landgericht Schwaben des Kurfürstentums Bayern. Oberneuching war Sitz einer Hauptmannschaft (sowohl für Ober- als auch Niederneuching). 1818 wurde mit dem bayerischen Gemeindeedikt die Gemeinde Niederneuching gebildet. Die Gemeinde Neuching wurde am 1. Januar 1970 durch den Zusammenschluss der damals selbständigen Gemeinden Oberneuching und Niederneuching neu gebildet.